# Tênis de mesa nos Jogos Paralímpicos de Verão de 2016 – Classe 10 individual (feminino)
A competição classe 10 individual feminino do tênis de mesa nos Jogos Paralímpicos de Verão de 2016 ocorreu nos dias 8 a  13 de setembro no Riocentro. A polonesa Natalia Partyka conquistou a medalha de ouro, após vencer a chinesa Yang Qing na final; a medalha de bronze ficou para a brasileira Bruna Costa Alexandre.

## Resultados
|  | Semifinal | Semifinal                 | Semifinal | Semifinal | Semifinal | Semifinal | Semifinal |  |  | Final               | Final                     | Final               | Final               | Final               | Final               | Final               |
|  |           |                           |           |           |           |           |           |  |  |                     |                           |                     |                     |                     |                     |                     |
|  | A1        | CHN Yang Qing             | 11        | 11        | 11        |           |           |  |  |                     |                           |                     |                     |                     |                     |                     |
|  | B2        | DEN Sophie Walloe         | 8         | 8         | 9         |           |           |  |  |                     |                           |                     |                     |                     |                     |                     |
|  |           |                           |           |           |           |           |           |  |  | A1                  | CHN Yang Qing             | 8                   | 16                  | 5                   |                     |                     |
|  |           |                           |           |           |           |           |           |  |  | B1                  | POL Natalia Partyka       | 11                  | 18                  | 11                  |                     |                     |
|  | A2        | BRA Bruna Costa Alexandre | 11        | 10        | 11        | 1         | 8         |  |  |                     |                           |                     |                     |                     |                     |                     |
|  | B1        | POL Natalia Partyka       | 8         | 12        | 9         | 11        | 11        |  |  | Disputa pelo bronze | Disputa pelo bronze       | Disputa pelo bronze | Disputa pelo bronze | Disputa pelo bronze | Disputa pelo bronze | Disputa pelo bronze |
|  |           |                           |           |           |           |           |           |  |  | B2                  | DEN Sophie Walloe         | 2                   | 11                  | 8                   |                     |                     |
|  |           |                           |           |           |           |           |           |  |  | A2                  | BRA Bruna Costa Alexandre | 11                  | 13                  | 11                  |                     |                     |